# Rolando Garbey
Rolando Garbey Garbey (ur. 19 listopada 1947 w Santiago de Cuba, zm. 16 grudnia 2023 w Hawanie) – kubański bokser kategorii lekkośredniej, dwukrotny medalista olimpijski  oraz mistrz świata.
Podczas igrzysk panamerykańskich w 1967 w Winnipeg zdobył złoty medal w wadze lekkośredniej.
Na letnich igrzyskach olimpijskich w 1968 w Meksyku w tej samej kategorii zdobył srebrny medal, przegrywając w finale z obrońcą tytułu Borisem Łagutinem ze Związku Radzieckiego. Na igrzyskach panamerykańskich w 1971 w Cali ponownie zdobył złoty medal w wadze lekkośredniej.
Na letnich igrzyskach olimpijskich w 1972 w Monachium Garbey odpadł w ćwierćfinale wagi lekkośredniej po porażce z Wiesławem Rudkowskim. Na pierwszych mistrzostwach świata w 1974 w Hawanie zwyciężył w tej wadze, pokonując w finale Alfredo Lemusa z Wenezueli. po raz trzeci zdobył złoty medal na igrzyskach panamerykańskich w 1975 w Meksyku.
Na swych trzecich letnich igrzyskach olimpijskich w 1976 w Montrealu Garbey wywalczył brązowy medal w wadze lekkośredniej, przegrywając w półfinale z Tadiją Kačarem z Jugosławii. Wkrótce potem zakończył karierę.